# Dargé Sahle Selassié
Pour les articles homonymes, voir Selassié.
Le ras Darge Sahle Selassie était un homme politique et militaire éthiopien. Fils du negus Sahle Selassie du Shewa et demi-frère du negus Haile Melekot, il vécut durant la deuxième moitié du XIXe siècle.

## Biographie
Fils d'une concubine de Sahle Selassie, Darge est de ce fait un demi-frère de Haile Melekot.
Capturé par le negus negest Tewodros II en 1855, il est emprisonné à la forteresse de Magdala, où il se trouve avec son neveu Sahle Maryam qui deviendra Menelik II.
Darge, ou Abeto Darge comme on le surnommait, a participé à la résistance shewane contre la tentative de domination de Tewodros II. Lorsque Sahle s'enfuit de Magdala, Darge faisait partie de ceux qui l’avaient aidé. En 1868, à la suite de l'expédition Napier, Darge fut libéré et retourna dans le Shewa où son neveu, Sahle, lui donna le titre de ras et lui confia la province de Selale. En 1886, Darge fut placé à la tête de l'Arsi dont il achèvera la conquête. Il devient également un des conseillers du futur Ménélik II.
Darge parvint à obtenir la soumission de Sahle à Wagshum Gobaze, negus negest, sous le nom de Tekle Giyorgis II. Son demi-frère, Haile Wolde Kiros, épousa Tisseme Darge, une fille de Darge. Lorsque Tekle Giyorgis II fut renversé par Yohannes IV, Darge conseilla à Sahle de rester patient.
Lors de la bataille d'Adoua, en 1896, il apprit que les Italiens comptaient placer son fils, Gugsa Darge, sur le trône. Il désavoua son fils et raya son nom de la généalogie de la famille Impériale. Outre Gugsa, Darge était le père du dejazmach Desta Darge, du dejazmach Tessema Darge, de woizero Tsehaiwork Darge et de woizero Tisseme Darge. Son petit-fils ras Kassa Haile Darge, fils de Tisseme devint gouverneur de Selale. Ras Darge Sahle Selassie décéda quelques années après la bataille d'Adoua.